# Canton de Longwy
Le canton de Longwy est une circonscription électorale française située dans le département de Meurthe-et-Moselle et la région Grand Est.

## Géographie
Ce canton est organisé autour de Longwy dans l'arrondissement de Briey. Son altitude varie de 239 m (Lexy) à 445 m (Herserange).

## Histoire
Créé au XIXe siècle, le canton de Longwy a été réduit par décret du 2 août 1973 créant les cantons d'Herserange, de Mont-Saint-Martin et de Villerupt.
Par décret du 26 février 2014, le nombre de cantons du département est divisé par deux, avec mise en application aux élections départementales de mars 2015. Le canton de Longwy est conservé et s'agrandit. Il passe de 1 à 8 communes.

## Représentation

### Conseillers généraux de 1833 à 2015
| Période | Période      | Identité                                   | Étiquette                | Qualité |
| ------- | ------------ | ------------------------------------------ | ------------------------ | --- |
| 1833    | 1852         | Louis Charles Auguste Willemin (1790-1867) |                          | Greffier de la justice de paix à Longwy Notaire à Villers-la-Montagne                                                                                 |
| 1852    | 1855         | Charles Claude (1814-1866)                 |                          | Notaire à Longwy, propriétaire à Cosnes-et-Romain |
| 1855    | 1869         | Napoléon-Nicolas Mélard (1804-1881)        |                          | Ancien notaire, maire de Longwy |
| 1869    | 1871         | Stéphen Liégeard                           | Centre droit             | Avocat puis Sous-Préfet Député au Corps législatif (1867-1870)                                                                                        |
| 1871    | 1874         | Étienne Offel                              |                          | Ancien juge de paix et notaire à Longwy |
| 1874    | 1915 (décès) | Alfred Mézières                            | Républicain Opportuniste | Professeur à la Sorbonne Membre de l'Académie française Député (1881-1900) Sénateur (1900-1915) Président du conseil général (1889-1892 et 1898-1906) |
| 1915    | 1919         | siège vacant                               |                          | |
| 1919    | 1928         | Alexandre Dreux (1853-1939)                |                          | Maître de forges à Mont-Saint-Martin Président de la Chambre de Commerce de Nancy                                                                     |
| 1928    | 1940         | Pierre Amidieu du Clos                     | URD puis IAESP           | Ingénieur des Arts et Manufactures Maire de Longwy (1924-1929 et 1935-1939) Député (1928-1936)                                                        |
|         |              |                                            |                          | |
| 1945    | 1949         | Jean Lafont                                | SFIO                     | Médecin Maire de Longwy (1945-1947), ancien conseiller d'arrondissement                                                                               |
| 1949    | 1962 (décès) | Georges Lejeune (1897-1962)                | RPF puis DVD             | Comptable, assureur conseil, directeur commercial à Longwy                                                                                            |
| 1962    | 1967         | Charles Grein                              | UDR                      | Ancien résistant, adjoint au maire de Mont-Saint-Martin                                                                                               |
| 1967    | 1973         | Bogdan Politanski (1926-1996)              | PCF                      | Métallurgiste Maire de Longlaville (1959-1996) Elu en 1973 dans le Canton d'Herserange                                                                |
| 1973    | 1994         | Jules Jean                                 | PCF                      | Professeur Maire de Longwy (1977-1989), député suppléant d'Antoine Porcu (1978-1981)                                                                  |
| 1994    | 2001         | Jean-Paul Durieux                          | PS                       | Cadre supérieur Député (1981-2002) Maire de Longwy (1989-2006)                                                                                        |
| 2001    | 2015         | Christian Ariès                            | DVG                      | Formateur-coordonnateur au GRETA Conseiller municipal de Longwy Vice-président du conseil général                                                     |

### Conseillers d'arrondissement (de 1833 à 1940)
Le canton de Longwy avait deux conseillers d'arrondissement.
| Période                                  | Période      | Identité                     | Étiquette   | Qualité |
| ---------------------------------------- | ------------ | ---------------------------- | ----------- | --- |
| 1833                                     | 1852         | Jean Pierre Didry            | Républicain | Maire de Ville-au-Montois                                                                                   |
| 1833                                     |              | M. Moulnier                  |             | Vérificateur des douanes, Longwy                                                                            |
|                                          |              |                              |             | |
| 1848                                     |              | Étienne Offel                | Républicain | Notaire à Longwy                                                                                            |
|                                          |              |                              |             | |
| 1863                                     | 1895         | Jean Émile Curicque          | Républicain | Notaire, maire de Villers-la-Montagne                                                                       |
| 1889                                     | 1895         | M. Thomas                    | Républicain | |
| 1895                                     | 1907         | Georges Rolland              | Républicain | Maitre de forges à Gorcy, ingénieur en chef des mines                                                       |
| 1895                                     | 1907         | Eugène Ladret                | Républicain | Ingénieur, maire de Longwy                                                                                  |
| 1907                                     | 1919         | Léon Gustave Gauche          | Républicain | Vétérinaire, conseiller municipal de Longwy                                                                 |
| 1907                                     | 1937         | Amédée Rémy                  | URD         | Entrepreneur de travaux, propriétaire à Baslieux, Président du Conseil d'arrondissement                     |
| 1919                                     | 1931 (décès) | François Georges (1870-1931) |             | Peintre, maire de Villerupt (1914-1923 et 1925-1931)                                                        |
| 1931                                     | 1937         | Joseph Grandjean             | URD         | Chef de service dans la métallurgie, maire de Villerupt                                                     |
| 1937                                     | 1940         | Moïse Delbonnel              | SFIO        | Ajusteur-mécanicien aux aciéries de Micheville, Villerupt                                                   |
| 1937                                     | 1940         | Jean Lafont                  | SFIO        | Médecin à Longwy                                                                                            |
| 1940                                     |              |                              |             | Les conseils d'arrondissement ont été suspendus par la loi du 12 octobre 1940 et n'ont jamais été réactivés |
| Les données manquantes sont à compléter. |              |                              |             | |

### Conseillers départementaux à partir de 2015
| Période élective | Période élective | Mandat | Mandat   | Identité        | Nuance | Nuance | Qualité |
| ---------------- | ---------------- | ------ | -------- | --------------- | ------ | ------ | --- |
| 2015             | 2021             | 2015   | 2021     | Christian Ariès |        | PS     | Formateur-coordonnateur au GRETA Conseiller municipal de Longwy Président de la Communauté de communes de l'Agglomération de Longwy (avril 2014-juillet 2020). 4e vice-président délégué aux finances, au budget et aux relations transfrontalières |
| 2015             | 2021             | 2015   | 2021     | Sylvie Balon    |        | PS     | Adjointe au maire de Longwy 11e vice-présidente déléguée à l’insertion |
| 2021             | 2028             | 2021   | en cours | Vincent Hamen   |        | PS     | Professeur des écoles à Mexy, Maire de Longwy depuis 2024, 12ème Vice-Président du conseil départemental, délégué au transfrontalier et aux relations internationales                                                                               |
| 2021             | 2028             | 2021   | en cours | Sylvie Balon    |        | PS     | Adjointe au maire de Longwy |

### Résultats détaillés

#### Élections de 2015
À l'issue du 1er tour des élections départementales de 2015, deux binômes sont en ballotage : Christian Aries et Sylvie Balon (PS, 32,13 %) et Andrée Himbert et Christophe Le Lardic (FN, 26,63 %). Le taux de participation est de 35,25 % (7 311 votants sur 20 741 inscrits) contre 48,16 % au niveau départemental et 50,17 % au niveau national.
Au second tour, Christian Aries et Sylvie Balon (PS) sont élus avec 63,79 % des suffrages exprimés et un taux de participation de 35,6 % (4 318 voix pour 7 384 votants et 20 742 inscrits).

#### Élections de 2021
Le premier tour des élections départementales de 2021 est marqué par un très faible taux de participation (33,26 % au niveau national). Dans le canton de Longwy, ce taux de participation est de 19,57 % (3 784 votants sur 19 333 inscrits) contre 29,74 % au niveau départemental. À l'issue de ce premier tour, deux binômes sont en ballotage : Sylvie Balon et Vincent Hamen (Union à gauche avec des écologistes, 40,61 %) et Gérard Didelot et Muriel Ferraro (Union au centre et à droite, 33,18 %).

## Composition

### Composition avant 1973
Avant le redécoupage de 1973, le canton était composé de 27 communes :
- Baslieux,
- Bazailles,
- Boismont,
- Bréhain-la-Ville,
- Chenières,
- Cosnes-et-Romain,
- Cutry,
- Fillières,
- Gorcy,
- Haucourt-Moulaine,
- Herserange,
- Hussigny-Godbrange,
- Laix,
- Lexy,
- Longlaville,
- Longwy,
- Mexy,
- Mont-Saint-Martin,
- Morfontaine,
- Réhon,
- Saulnes,
- Thil,
- Tiercelet,
- Ville-au-Montois,
- Ville-Houdlémont,
- Villers-la-Montagne,
- Villerupt.

### Composition de 1973 à 2015

Situation du canton dans l'arrondissement de Briey avant mars 2015.

Le canton de Longwy regroupait une commune
| Nom                | Code Insee | Codepostal | Superficie (km2) | Population (dernière pop. légale) | Densité (hab./km2) |
| ------------------ | ---------- | ---------- | ---------------- | --------------------------------- | ------------------ |
| Longwy (chef-lieu) | 54323      | 54400      | 5,34             | 14 195 (2012)                     | 2 658              |

### Composition depuis 2015
Le canton comprend désormais huit communes.
| Nom                            | Code Insee | Intercommunalité           | Superficie (km2) | Population (dernière pop. légale) | Densité (hab./km2) | Modifier                                    |
| ------------------------------ | ---------- | -------------------------- | ---------------- | --------------------------------- | ------------------ | ------------------------------------------- |
| Longwy (bureau centralisateur) | 54323      | Grand Longwy Agglomération | 5,34             | 15 492 (2022)                     | 2 901              | modifier les données · modifier les données |
| Chenières                      | 54127      | Grand Longwy Agglomération | 8,50             | 600 (2022)                        | 71                 | modifier les données · modifier les données |
| Cutry                          | 54151      | Grand Longwy Agglomération | 5,97             | 1 042 (2022)                      | 175                | modifier les données · modifier les données |
| Haucourt-Moulaine              | 54254      | Grand Longwy Agglomération | 7,42             | 3 483 (2022)                      | 469                | modifier les données · modifier les données |
| Herserange                     | 54261      | Grand Longwy Agglomération | 3,54             | 4 176 (2022)                      | 1 180              | modifier les données · modifier les données |
| Lexy                           | 54314      | Grand Longwy Agglomération | 5,99             | 3 902 (2022)                      | 651                | modifier les données · modifier les données |
| Mexy                           | 54367      | Grand Longwy Agglomération | 4,90             | 2 303 (2022)                      | 470                | modifier les données · modifier les données |
| Réhon                          | 54451      | Grand Longwy Agglomération | 3,73             | 3 811 (2022)                      | 1 022              | modifier les données · modifier les données |
| Canton de Longwy               | 5407       |                            | 45,39            | 34 809 (2022)                     | 767                | modifier les données                        |

## Démographie

### Démographie avant 2015
| 1962   | 1968   | 1975   | 1982   | 1990   | 1999   | 2006   | 2011   | 2012   |
| ------ | ------ | ------ | ------ | ------ | ------ | ------ | ------ | ------ |
| 21 929 | 21 076 | 20 131 | 17 338 | 15 439 | 14 521 | 14 317 | 14 364 | 14 195 |

### Démographie depuis 2015
En 2022, le canton comptait 34 809 habitants, en évolution de +3,54 % par rapport à 2016 (Meurthe-et-Moselle : −0,13 %, France hors Mayotte : +2,11 %).
| 2013   | 2018   | 2022   |
| ------ | ------ | ------ |
| 32 722 | 34 004 | 34 809 |